# Rugby olympique agathois
 (février 2025).
Si vous disposez d'ouvrages ou d'articles de référence ou si vous connaissez des sites web de qualité traitant du thème abordé ici, merci de compléter l'article en donnant les références utiles à sa vérifiabilité et en les liant à la section « Notes et références ».
 (février 2025).
La mise en forme du texte ne suit pas les recommandations de Wikipédia : il faut le « wikifier ».
Les points d'amélioration suivants sont les cas les plus fréquents. Le détail des points à revoir est peut-être précisé sur la page de discussion.
- Les titres sont pré-formatés par le logiciel. Ils ne sont ni en capitales, ni en gras.
- Le texte ne doit pas être écrit en capitales (les noms de famille non plus), ni en gras, ni en italique, ni en « petit »…
- Le gras n'est utilisé que pour surligner le titre de l'article dans l'introduction, une seule fois.
- L'italique est rarement utilisé : mots en langue étrangère, titres d'œuvres, noms de bateaux, etc.
- Les citations ne sont pas en italique mais en corps de texte normal. Elles sont entourées par des guillemets français : « et ».
- Les listes à puces sont à éviter, des paragraphes rédigés étant largement préférés. Les tableaux sont à réserver à la présentation de données structurées (résultats, etc.).
- Les appels de note de bas de page (petits chiffres en exposant, introduits par l'outil «  Source ») sont à placer entre la fin de phrase et le point final[comme ça].
- Les liens internes (vers d'autres articles de Wikipédia) sont à choisir avec parcimonie. Créez des liens vers des articles approfondissant le sujet. Les termes génériques sans rapport avec le sujet sont à éviter, ainsi que les répétitions de liens vers un même terme.
- Les liens externes sont à placer uniquement dans une section « Liens externes », à la fin de l'article. Ces liens sont à choisir avec parcimonie suivant les règles définies. Si un lien sert de source à l'article, son insertion dans le texte est à faire par les notes de bas de page.
- La présentation des références doit suivre les conventions bibliographiques. Il est recommandé d'utiliser les modèles {{Ouvrage}}, {{Chapitre}}, {{Article}}, {{Lien web}} et/ou {{Bibliographie}}. Le mode d'édition visuel peut mettre en forme automatiquement les références.
- Insérer une infobox (cadre d'informations à droite) n'est pas obligatoire pour parachever la mise en page.

Pour une aide détaillée, merci de consulter Aide:Wikification.
Si vous pensez que ces points ont été résolus, vous pouvez retirer ce bandeau et améliorer la mise en forme d'un autre article.
Maillots
Actualités
Dernière mise à jour : 18 juillet 2017.
Le Rugby olympique agathois est un club français de rugby à XV situé à Agde dans l'Hérault.
Son équipe masculine première évolue en Fédérale 1 en 2022-2023.

## Histoire

### La Création du club de rugby MJC
Il faudra attendre les années 1970 après plusieurs tentatives, pour assister à la naissance d'une entité de rugby à Agde.
L’hebdomadaire L'Agathois en informe ses lecteurs dans son numéro de novembre 1969 : «Les personnes désirant jouer au rugby sont invitées à prendre contact avec Mme Gugisbert et Fabre Bernard au Café du Commerce.
L’appel est bien entendu puisque de nombreux joueurs répondent à la convocation, le 1er entraînement, est dirigé par le « prof de gym » Eysette et Bernard Fabre (alias TABOT).
Il se déroulera dans le bois de la Tamarissière, faute de terrain.

### Création de l'école de rugby
En 1971 l’école de rugby MJC est créée par André Pourthie avec Jean Pouget président de la MJC qui est devenu naturellement président de l’école de rugby.
Remplacé deux ans plus tard par M. Rouquet, avec comme premiers éducateurs Grimal (instituteur)  Gaudy et Combes puis Jean Pacull.
L'école de rugby MJC sera transférée au sein du ROA en 1985. Après de nombreuses sollicitations auprès du maire de l’époque, M. Lapeyre, et avec le soutien de M. Borderes le terrain route de Batipaume est enfin accordé au club. C’était une vraie cour de ferme, M. Boderes offrira les poteaux téléphoniques aussitôt peints en jaune et bleu pour servir de barres de rugby.
M. Caruso (Président du grand Béziers) effectuera gracieusement les travaux de drainage et de remblaiement du terrain que l’entreprise de M. Méric finalisera pour rendre l’espace praticable pour un match de rugby.
De 1970 à 1973 le club évoluera dans la série du bas de l’échelle avant de se mettre en sommeil pendant 2 saisons.

### Création du Rugby olympique agathois
Reprise du championnat en 4ème série en 1975, Christian Galy dépose alors le statut d’une nouvelle association Le Rugby olympique agathois et il en prend la présidence. Il sera ensuite remplacé par Pierre CEBE en 1977, avec une montée en 3ème série. Claude Grenet, Guy CHAMBRE, Robert Bergdoll José Espana, Antoine Catanzano, Bernard Laroussinie, Jean Marc Numerin, Jean Luc Fabre, Guy Gatto, Bruno Cabanes, Claude Clavel, Liliane Bergdoll et à nouveau Jean Luc Fabre se succéderont pour faire évoluer le ROA et le hisser jusqu’en Fédérale 1, niveau le plus élevé du rugby amateur, dans lequel il évolue actuellement sous la présidence de Thierry Dominguez secondé par Jean Marc Numerin.

### 1988: l'apothéose
Il faudra toutefois attendre la saison 1987-1988 pour voir le club accéder au sommet du championnat du Languedoc 2ème Série. Mais cette année-là, la vague agathoise balaiera tous ses opposants! Antoine Catanzano, l'ancien solide pilier devenu Président, l'avait annoncé: "J'espère que je pourrai ramener au moins un titre à Agde". Et le contrat va être rempli de la plus brillante des manières.
Les ingrédients du succès: l'état d'esprit d'un groupe de joueurs qui mouillent leur maillot pour se faire plaisir et honorer leurs couleurs, l'énorme dévouement de dirigeants qui ont fait eux aussi l'union sacrée, et la venue d'un entraîneur écouté de tous, l'ex 2ème ligne valrassien Gérard Senaux.
Tournant à plein régime, la machine agathoise emporte tout sur son passage pour aligner une impressionnante série victorieuse de 11 matches. Suit une logique décompression mais la qualification pour la finale du championnat du Languedoc est acquise depuis longtemps.
Et le jour du sacre, suprême pensée, apothéose d'une carrière, concrétisation de tant d'efforts, arrive enfin. Quelle émotion en ce 2 avril 1988 à Port-la-Nouvelle lorsque, dans les vestiaires, les "anciens" de la précédente finale (1981) viennent apporter leur soutien à leurs successeurs. Parmi eux, seuls deux joueurs savent déjà tout ce que représente une finale : Jean-Marc Numerin et Alain Ramon. Face à eux sur la pelouse du stade Roger Couderc (l'inoubliable chantre du Rugby à la Télévision), s'aligne le redoutable XV audois de Bram si cher aux Spanghero, dont Jean-Marie est le Président et Guy I' entraîneur joueur. À 0-0 à la mi-temps, la victoire n'a pas encore choisi son camp. Mais à la reprise le jeune ouvreur Eric Gimeno fait parler sa botte par 2 pénalités, 6-0. Maintenant, il faut tenir, plaquer et plaquer encore à l'image de l'exemplaire 3e ligne Four - Uteza -  Pourthie (Jean. le digne fils d'André). Mais c'est encore le R.O.A. qui termine le plus fort et Francis Senegas, Président du Comité, remet au capitaine Jean-Marc Numerin le bouclier si convoité de Champions du Languedoc.
Quelle consécration pour un club si méritant! La fête peut commencer; elle va être belle et durer longtemps! Quelques jours plus tard, le Conseil municipal au grand complet honore les champions et le maire d'alors, Pierre Leroy-Beaulieu, leur fait savoir que les déplacements et repas seront pris en charge par la ville jusqu'à la finale du Championnat de France.
Elle peut paraître alors encore loin, mais elle va pourtant être manquée de peu, les équipes de Sainte-Croix-Volvestre, DU LUC et de Bram (après un infernal suspense de 110 minutes cette fois) subissent dimanche après dimanche la loi agathoise. Mais un drop de 50 mètres de l'arrière de Rivesaltes poussé par le vent maudit de I'Egassiairal narbonnais, vient interrompre la marche en avant  des jaune et bleu et leur barrer la route du titre national, tout à la fin de nouvelles prolongations: 9-6 pour les Catalans, le coup est rude pour le R.O.A...
L'équipe championne du Languedoc et finaliste du championnat de France en 1988: Plevert, Bolbene, Houles, Numerin, Vacassy, Bonnoure, Four, Uteza, Pourthie, Delmas (m), Gimeno (o), Glomot, Ramon, Bergoll, Alarcon, Saly
En 2011, Didier Camberabero devient l'entraîneur de l'équipe.

### Champion de France de Fédérale 2
Agde devient champion de France de Fédérale 2 en 2022 après avoir battu L'Isle-Jourdain 15-3 en finale.

## Identité visuelle

### Logo

Évolution du logo
Ancien logo.

## Palmarès

### Détail du palmarès
- Champion du Languedoc 2e série : 1988
- Vainqueur de la coupe du Languedoc : 1990
- Champion du Languedoc Réserves B : 1990
- Champion du Languedoc Réserves : 1993
- Champion de France junior Phliponneau : 2001
- Champion de France Fédérale-B : 2011
- Champion de France de Fédérale 2 : 2022

### Finales disputées
| Compétition                         | Date de la finale | Vainqueur  | Score   | Finaliste   | Lieu de la finale               |
| ----------------------------------- | ----------------- | ---------- | ------- | ----------- | ------------------------------- |
| Championnat du Languedoc 2° Série   | 1988              | RO Agde    | ?       | ?           | ?                               |
| Championnat du Languedoc Réserves B | 1990              | RO Agde    | ?       | ?           | ?                               |
| Coupe du Languedoc                  | 1990              | RO Agde    | ?       | ?           | ?                               |
| Championnat du Languedoc Réserves   | 1993              | RO Agde    | ?       | ?           | ?                               |
| Challenge de l'Essor                | 30 mai 1999       | SA Condom  | 34 - 32 | RO Agde     | Stade Jean-Marie-Fages, Grenade |
| Challenge de l'Essor                | 17 juin 2000      | Gourdon XV | 25 - 19 | RO Agde     | Stade Jean-Marie-Fages, Grenade |
| Coupe Jean-François-Phliponeau      | 2 juin 2001       | RO Agde    | 18 - 13 | FC Trie     | Stade Paul-Fines, Saverdun      |
| Championnat de France de Fédérale 2 | 26 juin 2022      | RO Agde    | 15 - 3  | US lisloise | Stade de la Chevalière, Mazamet |

## Personnalités du club

### Joueurs
- Philippe Bonhoure
- Yannick Nyanga
- Jean-Baptiste Dambielle
- Adrien Tomas
- Damien Vidal
- Boumedienne Allam
- Jared Taylor
- Sylvain Changeat
- Franck Villaz
- Arnaud Bartès
- Jean-Michel Parent

### Présidents
- 1969-1971 : Alberge
- 1971-1973 : Jean Pouget
- Club en sommeil pendant 2 ans
- 1975-1977 : Christian Galy
- 1977-1978 : Pierre Cebe
- 1978–1979 : Claude Grenet
- 1979–1983 : Guy Chambre
- 1983-1986 : Robert Berdoll
- 1986–1991 : José Espana / Antoine Catanzano
- 1987–1991 : Antoine Catanzano
- 1991–1992 : Bernard Laroussinie
- 1992-1993 : Bernard Laroussinie / Jean-Marc NUMERIN
- 1993–1994 : Jean-Marc Numerin
- 1995–2000 : Jean-Luc Fabre et Guy Gatto puis Bruno Cabanes
- 2001-2002 : Marc Llari
- 2002–2006 : Claude Clavel
- 2006-2008 : Liliane Bergdoll
- 2008–2013 : Jean Luc Fabre
- 2013- : Thierry Dominguez